# Szibériai kánok listája

Az államalakulat elhelyezkedése

Az alábbi lista a Szibériai Kánság (az Arany Horda egyik utódállama) uralkodóit tartalmazza a 15. századtól 1598-ig.
| Dinasztia  | Uralkodó             | Uralkodott  | Megjegyzés                                          |
| ---------- | -------------------- | ----------- | --------------------------------------------------- |
| Taibugák   | Taibuga              | ???? – ???? |                                                     |
| Taibugák   | Kohoja               | ???? – 1428 | Taibuga fia.                                        |
| Sajbánidák | Abú al-Khair (*1412) | 1428 – 1468 | Dzsingisz kán leszármazottja.                       |
| Taibugák   | Omár                 | 1465 – 1468 | Khoja fia.                                          |
| Sajbánidák | Ibak                 | 1468 – 1493 | Abú al-Khair fia. Feleségül vette Omár nőtestvérét. |
| Taibugák   | Mamuk                | 1493 – 1498 | Omár fia Obdernek a fia.                            |
| Taibugák   | Abalak               | 1498 – 1530 | Mamuk testvére.                                     |
| Taibugák   | Aguis                | 1530 – ???? | Abalak fia.                                         |
| Taibugák   | Kvaszim              | ???? – 1552 | Mamuk fia.                                          |
| Taibugák   | Jadgar               | 1552 – 1563 | Kvaszim fia.                                        |
| Sajbánidák | Kucsum               | 1563 – 1598 | Ibaka unokája. Csak 1605 körül halt meg.            |

## Fordítás
- Ez a szócikk részben vagy egészben  a   List of Sibir khans című angol Wikipédia-szócikk fordításán alapul.  Az eredeti cikk szerkesztőit annak laptörténete sorolja fel. Ez a jelzés csupán a megfogalmazás eredetét és a szerzői jogokat jelzi, nem szolgál a cikkben szereplő információk forrásmegjelöléseként.